# Mikey Sheehy
Pour les articles homonymes, voir Sheehy.
 Mikey Sheehy est un joueur de football gaélique qui joua toute sa carrière pour le Comté de Kerry. Il joue au poste d’attaquant.

## Biographie
Né le 28 juillet 1954 à Tralee dans le Comté de Kerry, Mikey Sheehy a pratiqué une grande variété de sports avant de se fixer sur le football gaélique au début des années 1970. Il est un des cinq joueurs du Kerry à partager le plus grand nombre de victoires dans le Championnat d'Irlande de football gaélique ou All-Ireland, avec 8 victoires en 1975, de 1978 à 1981 et de 1984 à 1986. Il a aussi été battu en finale du championnat en 1976 et 1982.
Son palmarès compte aussi six victoires en Ligue nationale de football gaélique, trois railway Cup avec le Munster, cinq victoires dans le championnat du Munster avec son club Austin Stacks et une victoire en Championnat d’Irlande des clubs de football gaélique en 1977.
Sa position favorite est celle d’attaquant. Il occupa ce poste dans l’équipe de Kerry GAA jusqu’à l’émergence de Eoin Liston en 1977. Après cette date, il joua ailier gauche.
Sheehy a par sept fois été élu dans l’équipe All-Star de l’année qui regroupe les meilleurs joueurs du championnat.
En 2007 il est élu par ses pairs joueur de l’année et remporte ainsi le prix du Texaco Footballer of the Year.
En 2000, il a été élu dans l’équipe du Millénaire choisie par l'Association athlétique gaélique (GAA).
Le portrait de Mikey Sheehy figure sur un timbre de l’État d’Irlande.